# Glyptocephalus
Genre
Glyptocephalus est un genre de poissons de la famille des Pleuronectidae. Ce genre contient entre autres la plie grise.
Comme tous les poissons de la famille des Pleuronectidae, les poissons du genre Glyptocephalus possèdent un corps aplati asymétrique et leurs yeux sont sur un même côté de ce corps.

## Liste des espèces
Selon FishBase (14 février 2016) :
- Glyptocephalus cynoglossus (Linnaeus, 1758) - plie grise
- Glyptocephalus stelleri (Schmidt, 1904)
- Glyptocephalus zachirus Lockington, 1879

Selon World Register of Marine Species (28 décembre 2022) :
- Glyptocephalus cynoglossus (Linnaeus, 1758)
- Glyptocephalus kitaharae (Jordan & Starks, 1904)
- Glyptocephalus stelleri (Schmidt, 1904)
- Glyptocephalus zachirus Lockington, 1879